# Pirulintia
Pirulintia is een kevergeslacht uit de familie van de boktorren (Cerambycidae). De wetenschappelijke naam van het geslacht werd voor het eerst geldig gepubliceerd in 1995 door Simonetta & Teocchi.

## Soorten
Pirulintia is monotypisch en omvat slechts de volgende soort:
- Pirulintia angelinae Simonetta & Teocchi, 1995